# Gaurax tripus
Gaurax tripus är en tvåvingeart som beskrevs av Curtis W. Sabrosky 1951. Gaurax tripus ingår i släktet Gaurax och familjen fritflugor. Inga underarter finns listade i Catalogue of Life.